# Xenohyla truncata
Xenohyla truncata é uma espécie de anfíbio da família Hylidae. Endêmica do Brasil, pode ser encontrada nas planícies costeiras no estado do Rio de Janeiro. Habita áreas de restinga, vivendo a maior parte do tempo em axilas de bromélias e podendo se reproduzir tanto em poças de água da chuva no chão quanto nas bromélias. É a única espécie de anfíbio que é majoritariamente frugívora. É tratada como espécie quase ameaçada pela União Internacional para a Conservação da Natureza (IUCN) devido a habitar uma área menor que 20 mil quilômetros quadrados, estar perdendo habitat e apresentar um decrescimento populacional.